# Geranomyia innoxia
Geranomyia innoxia là một loài ruồi trong họ Limoniidae. Chúng phân bố ở miền Tân bắc.